# Eupithecia bardiaria
Eupithecia bardiaria es una especie de polilla de la familia Geometridae. La especie fue descrita por primera vez por Emilio Turati habiendo sido descrita en 1934, con distribución en Libia. El holotipo de la especie fue descrita en Cyrenaica, Porto Bardia.